# 布萊克利和布勞頓 (英國國會選區)

選區在大曼徹斯特郡的位置

布萊克利和布勞頓（英語：Blackley and Broughton），英國國會一自治市選區，位於大曼徹斯特郡北部、包括曼徹斯特北部五個地方選區和索爾福德市東部兩個地方選區。
創設於2010年。在2010年大選中，工黨的格拉漢姆·斯特林格以54.3%選票連任成功。